# VoxAfrica
VoxAfrica est une chaîne de télévision d’information internationale qui émet en français en Côte d'Ivoire.

## Développement et audiences
Conçu par Paul Fokam, VoxAfrica est dirigé par sa fille Rolande Kammogne. Diffusé dans huit pays d’Afrique de l’Ouest et du Centre, Voxafrica connait un démarrage difficile. 
En effet, elle n'est pas dans le classement des 15 meilleures audiences africaines en 2010.
Des années plus tard, elle parvient, dès 2017 notamment,  à devenir une des chaînes africaines les plus regardées, notamment grâce à des programmes tels que The Voice Afrique Francophone
En mars 2017, la chaîne recrute le chroniqueur Kémi Séba, en provenance de la chaîne sénégalaise 2sTV.

## Émissions
- Journal Télévisé
- Afro-Pertinent animé par Kemi Seba
- Vox Live  animé par Cabral Libii[3]
- Actunet
- The Voice Afrique francophone
- Regards sur l'Afrique, réalisé et présenté par Olivier Enogo

## Voir Aussi